# Eastland
Eastland è una città della contea di Eastland, di cui ne è anche il capoluogo, nello Stato del Texas, negli Stati Uniti. Secondo il censimento del 2020, possedeva una popolazione di 3 609 abitanti.

## Geografia fisica
Secondo l'Ufficio del censimento degli Stati Uniti, ha una superficie totale di 3,55 mi² (9,19 km²).

## Storia
Nel 1875 Jacamiah S. Daugherty e Charles U. Connellee acquistarono dei terreni da C. S. Betts, con l'obiettivo di mappare e progettare una città. Gli abitanti della contea votarono per spostare il capoluogo della contea da Merriman al nuovo insediamento, chiamato Eastland, dal momento che era più vicino al centro geografico della contea. Nel 1880 la linea ferroviaria della Texas and Pacific Railway decise di acquistare alcuni lotti della città, in modo tale da costruire un percorso attraverso di essa.

## Società

### Evoluzione demografica
Secondo il censimento del 2020, la popolazione era di 3 609 abitanti. Al precedente censimento, quello del 2010, la popolazione era di 3 960 abitanti.

### Etnie e minoranze straniere
Secondo il censimento del 2020, la composizione etnica della città era formata dal 72,93% di bianchi, l'1,55% di afroamericani, lo 0,36% di nativi americani, l'1,11% di asiatici, lo 0,03% di altre etnie e il 3,35% di due o più etnie. Ispanici o latinos di qualunque etnia erano il 20,67% della popolazione.

## Cultura
L'istruzione nella città di Eastland è fornita dall'Eastland Independent School District.